# Мечеть Сіді-Бельхассен

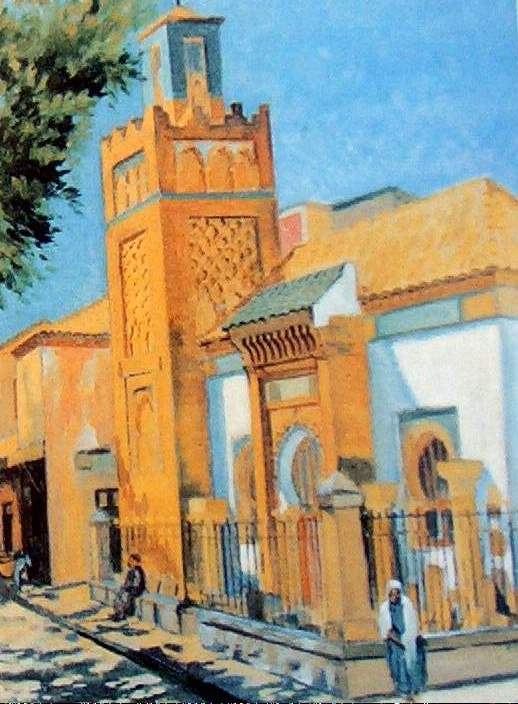
Малюнок мечеті Сіді-Бельхассен

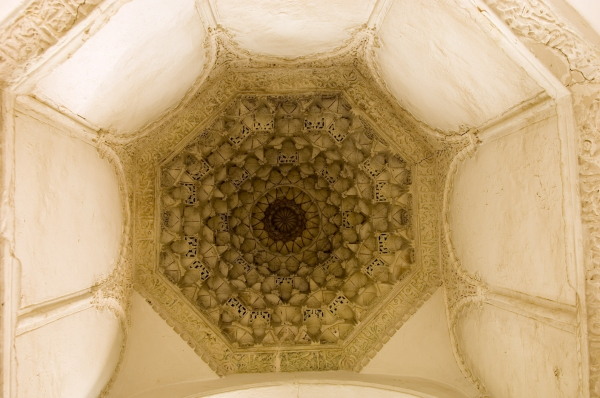
Стільникове склепіння мечеті

Мечеть Сіді-Бельхассен (араб. مسجد سيدي بلحسن) — мечеть у місті Тлемсен в Алжирі.

## Історія
Побудована в 1296 за наказом Абу Сайдом Утманом I еміром Тлемсена з династії абдальвадидів на честь пам'яті принца Абі Амера Ібрагіма. Про це свідчить напис, вигравіруваний на західній стіні молитовного залу мечеті.
```
Ця мечеть побудована для еміра Абу Аміра Ібрахіма, сина султана Абу Ях'ї Ягмурасана ібн Заяна в 696/1296, після його смерті, нехай Аллах буде милостивий до нього.
```

Передбачається, що нинішня назва будівлі походить від імені вченого, каді та ісламського богослова Абу аль-Хасана ібн Яхлафа аль-Танасі, який проповідував у роки правління.
Мечеть побудована з мармуру, каменю, гіпсу та цегли.
У колоніальний період у будівлі мечеті було розміщено школу.
Нині у будівлі мечеті розташований міський музей.

## Опис
Розташована на західній стороні площі Великої мечеті Тлемсен. Мечеть невеликого розміру без внутрішнього двору. Молитовна зала розділена на три нефи і три відсіки, що визначаються двома рядами зламаних арок. Купол, що спирається на вітрила, зроблений мукарнами, з ажурних вигнутих прямокутників, ромбів, трикутників і грушоподібних мотивів. Цегляний мінарет, що складається з вежі та ліхтаря, займає південно-східний кут будівлі.